# 期貨交易所

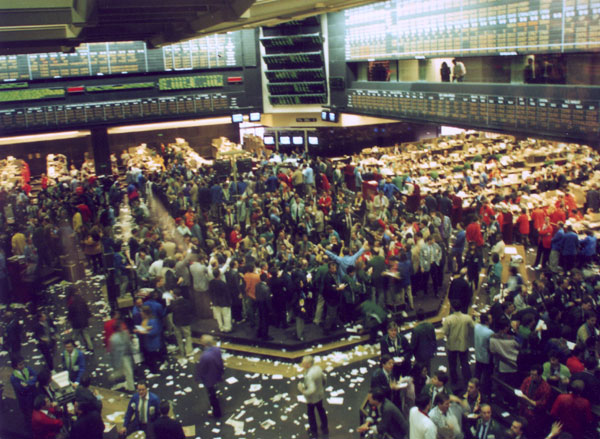
芝加哥商品交易所交易大廳

期貨交易所（英語：futures exchange），或稱為期貨選擇權交易所，又稱期貨市場（futures market），是以公司或互助組織的型態來提供衍生性金融商品的交易平台。交易所本身不参与交易。
期貨交易所起源於對商品期貨的交易需求，故又稱為商品交易所。之後，陸續發展出短期利率和債券的期貨交易。到目前為止，契約內容不僅於期貨，還包括選擇權、期權（options on futures）、其它新金融商品。有別於其它衍生性金融商品，如掉期主要在櫃台買賣中心（Over The Counter）交易，期貨契約大部份於交易所內完成交易。

## 职能
- 交易所在地理上为期货交易提供场所、和设施及服务。
- 交易所在内容上为期货交易设计合约、并安排上市。
- 交易所在规则上负责设计制度与交易规则。
- 交易所在组织上负责监督期货交易，监控市场风险。
- 交易所在披露上负责发布市场信息。[1]

## 分类
期货交易所可以分为会员制和公司制。
会员制期货交易所由所有会员一起出资搭建，注册资本来自于缴纳的会员资格费，以其全部财产承担有限责任，属于非营利性法人。不以盈利为目标，适用于民法。
公司制期货交易所的组织采用股份有限公司形式，权力机构是由全体股东组成的股东大会。以盈利为目标，适用于公司法。

## 契約標準化
期貨契約總是被標準化。為了確保最高的流動性，被標準化的契約無法滿足所有購買者的實際需求。

## 衍生性產品結算
就金融产品来说，金融现货交易通常以基础金融工具与货币的转手而结束交易活动。而在金融期货交易中，仅有极少数的合约到期进行交割交收，绝大多数的期货合约是通过做相反的交易实现对冲而平仓的。

## 監管單位
- 美國：美國商品期貨交易委員會。
- 澳大利亞：澳大利亞證券和投資委員會。
- 中國：中國證券監督管理委員會。
- 香港：證券及期貨事務監察委員會。
- 印度：美國證券交易委員會和印度遠期市場委員會（FMC）。
- 巴基斯坦：巴基斯坦的美國證券交易委員會。
- 新加坡：新加坡金融管理局。
- 英國：英國金融服務管理局。
- 馬來西亞：馬來西亞證券事務監察委員會。
- 台湾：金融監督管理委員會證券期貨局。
- 日本：金融廳。